# يوهان هينريتش بارتلس
يوهان هينريتش بارتلس هو سياسي ألماني، ولد في 20 مايو 1761 في هامبورغ في ألمانيا، وتوفي بنفس المكان في 1 فبراير 1850. انتخب عمدة.